# حبيل الدار (القبيطة)

تعديل مصدري - تعديل

حبيل الدار هي إحدى قرى عزلة كرش بمديرية القبيطة التابعة لمحافظة لحج، بلغ تعداد سكانها 90 نسمة حسب تعداد اليمن لعام 2004.